# Mama's Jasje
Mama's Jasje est un groupe de pop flamand chantant exclusivement en néerlandais. Le groupe s'est formé en 1989 autour de Peter Vanlaet. Avec plus de 1,4 million de disques vendus, ils figurent parmi les 100 artistes belges ayant vendus le plus d'albums. 

## Biographie
Le succès de Mama's Jasje commence en 1990 avec le single Zo ver weg (tellement loin). La chanson ainsi que son album Paradijs op aarde (Paradis sur terre) remportent la platine. Leur deuxième single, Doe het licht maar uit (éteint simplement la lumière) devient également un hit. 
Le deuxième album Letters en lawaai (des lettres et du bruit), sorti en 1992 obtient l' or et contient lui aussi un certain nombre de singles à succès, dont Teken van leven (Signe de vie) et Zonder verhaal (Sans histoires) . Maman's Jasje part en tournée en Flandre avec Clouseau et The Scabs dans le Marlboro Tour. 
En 1995, les singles Wunderbar (Magnifique) et Madeleine atteignent l'Ultratop 50. Deux ans plus tard, un autre grand succès arrive. Le single Als de dag van toen ( Comme le jour d'autrefois) resta 26 semaines dans l'Ultratop 50 et fut suivi Laat me alleen (Laisse-moi seul), qui resta 14 semaines dans ce classement. L'album Hommages est resté dans le classement pendant 44 semaines et atteint la place de numéro 1. Cette même année, le groupe remporta deux ZAMU Awards et ils se sont produits à Marktrock ainsi qu'à l'Ancienne Belgique.Tous les tickets du concert avaient été vendus. À cette époque, ils sont également beaucoup passé dans l'émission Tien om te Zien, le programme musical de VTM. Les chansons du  groupe ont continué à entrer régulièrement dans le classement d'Ultratop. En 2002, Van Campenhout a temporairement quitté le groupe et fut remplacé par le frère de Peter, Jan. 
En 2003, le single Het is over ( c'est terminé) est resté dix-huit semaines dans les classements avec une sixième place comme score le plus élevé. Gunter Van Campenhout est revenu après une absence de cinq ans. L'album Hommages III, contenant le single Laat je hart slaan (Laisse ton cœur battre) entra dans les classements pendant vingt semaines. En 2008, le groupe a fait un Tour d'Hommages et un an plus tard, le single Regenboog 2009 (Arc-en-ciel 2009) s'est élevé dans le classement. A l'occasion du 20e anniversaire du groupe, un nouveau CD est sorti en mai 2009 intitulé Morgen zal het anders zijn Demain sera différent» . 
En juillet 2009, il a été annoncé que le groupe allait changer de nom , mais il s'agissait en fait d'une mesure publicitaire prise par la nouvelle station de radio digitale Anne. 
Après que Gunter Van Campenhout ait à nouveau quitté le groupe, l'acteur et chanteur Jan Schepens Mama's Jasje en 2011  mais quitte le groupe en 2012. 
Plus de neuf ans après le précédent album, l'album Nieuwe jas (Nouvelle veste) est sorti en 2018.

## Discographie

### Albums
| Album avec entrée dans l'Ultratop 200 des albums flamands | Date d'apparition | Date d'entrée dans le top | Position la plus haute | Nombre de semaines |
| --------------------------------------------------------- | ----------------- | ------------------------- | ---------------------- | ------------------ |
| Paradijs op aarde                                         | 1991              | -                         |                        |                    |
| Letters en lawaai                                         | 1992              | -                         |                        |                    |
| Testament van een jaargetijde                             | 1993              | -                         |                        |                    |
| De hits                                                   | 1995              | 20-05-1995                | 50                     | 2                  |
| Hommages                                                  | 1997              | 27-09-1997                | 1                      | 44                 |
| Hommages II                                               | 1998              | 14-11-1998                | 2                      | 33                 |
| Popmodel                                                  | 2000              | 15-04-2000                | 12                     | 7                  |
| Als de dag van toen - Het beste van                       | 2002              | 26-10-2002                | 2                      | 18                 |
| Zwart op wit                                              | 2003              | 29-11-2003                | 33                     | 14                 |
| Hommages III                                              | 11-05-2007        | 19-05-2007                | 12                     | 20                 |
| Morgen zal het anders zijn                                | 29-05-2009        | 06-06-2009                | 25                     | 14                 |
| Nieuwe jas                                                | 24-11-2018        | 24-11-2018                | 53                     | 6                  |

| Album avec entrée dans le top 100 des albums néerlandais | Date de sortie | Date d'entrée | Position la plus haute |
| -------------------------------------------------------- | -------------- | ------------- | ---------------------- |
| Hommages                                                 | 1997           | 11-10-1997    | 74                     |

### Singles
| Single avec entrée dans l'Ultratop 50 flamand | Date de sortie | Date d'entrée | Position la plus haute | Nombre de semaines dans le classement | Remarque                                                |
| --------------------------------------------- | -------------- | ------------- | ---------------------- | ------------------------------------- | ------------------------------------------------------- |
| Zo ver weg                                    | 1991           | 16-11-1991    | 2                      | 15                                    | numéro 1 dans le top 10 flamand                         |
| Doe het licht maar uit                        | 1992           | 29-02-1992    | 11                     | 8                                     | numéro 3 dans le top 10 flamand                         |
| Zonder verhaal                                | 1992           | 29-08-1992    | 11                     | 13                                    | numéro 1 dans le top 10 flamand                         |
| Teken van leven                               | 1992           | 05-12-1992    | 25                     | 7                                     | numéro 2 dans le top 10 flamand                         |
| Regenboog                                     | 1993           | 13-03-1993    | 44                     | 3                                     | numéro 6 dans le top 10 flamand                         |
| Alleen liefde                                 | 1993           | 25-12-1993    | 50                     | 1                                     | numéro 6 dans le top 10 flamand                         |
| Onzen bok is dood                             | 1994           | 31-12-1994    | 20                     | 11                                    | numéro 4 dans le top 10 flamand                         |
| Wunderbar                                     | 1995           | 01-04-1995    | 11                     | 11                                    | numéro 2 dans le top 10 flamand                         |
| Madeleine                                     | 1995           | 02-09-1995    | 46                     | 1                                     | numéro 10 dans le top 10 flamand                        |
| Als de dag van toen                           | 1997           | 07-06-1997    | 2                      | 26                                    | numéro 1 dans le top 10 flamand                         |
| Laat me alleen                                | 1997           | 25-10-1997    | 3                      | 14                                    | numéro 1 dans le top 10 flamand                         |
| Één nacht alleen                              | 1998           | 07-02-1998    | 20                     | 9                                     | numéro 1 dans le top 10 flamand                         |
| Gelukkig zijn                                 | 1998           | 15-08-1998    | 25                     | 10                                    | numéro 3 dans le top 10 flamand                         |
| Terug naar de kust                            | 1998           | 14-11-1998    | 46                     | 1                                     | numéro 4 dans le top 10 flamand                         |
| Ik mis haar zo                                | 1999           | 06-02-1999    | 33                     | 9                                     | numéro 4 dans le top 10 flamand                         |
| Adem mijn adem                                | 1999           | 24-04-1999    | tip 11                 | -                                     | numéro 5 dans le top 10 flamand                         |
| Wie ben jij?                                  | 2000           | 08-04-2000    | 45                     | 3                                     | numéro 3 dans le top 10 flamand                         |
| Reis door niemandsland                        | 2000           | 27-05-2000    | tip 16                 | -                                     | numéro 10 dans le top 10 flamand                        |
| Ik mis je zo                                  | 2002           | 31-08-2002    | 32                     | 8                                     | numéro 4 dans le top 10 flamand                         |
| Het tij zal keren                             | 2002           | 08-02-2003    | 46                     | 3                                     | générique de Wittekerke numéro 1 dans le top 10 flamand |
| Het is over                                   | 2003           | 26-07-2003    | 6                      | 18                                    | numéro 3 dans le top 10 flamand                         |
| Voor jou alleen                               | 2003           | 08-11-2003    | tip 4                  | -                                     |                                                         |
| De illusie                                    | 2004           | 07-02-2004    | tip 9                  | -                                     |                                                         |
| Verloren zaak                                 | 2004           | 24-04-2004    | tip 11                 | -                                     | numéro 5 dans le top 10 flamand                         |
| Zwart op wit                                  | 2003           | 31-07-2004    | tip 14                 | -                                     |                                                         |
| Beestjes                                      | 2005           | 09-07-2005    | 49                     | 2                                     | numéro 7 dans le top 10 flamand                         |
| Niets zonder jou                              | 2007           | 07-04-2007    | tip 21                 | -                                     | numéro 5 dans le top 10 flamand                         |
| Laat je hart slaan                            | 2007           | 28-07-2007    | 47                     | 1                                     |                                                         |
| Regenboog 2009                                | 2009           | 30-05-2009    | 40                     | 2                                     | numéro 1 dans le top 10 flamand                         |
| Wij zijn op weg naar een toekomst             | 2010           | 15-05-2010    | tip 14                 | -                                     | numéro 3 dans le top 10 flamand                         |
| Valt het op                                   | 2017           | 08-07-2017    | tip 30                 | -                                     | numéro 20 dans le top 50 flamand                        |
| Ik wil je                                     | 2018           | 27-10-2018    | tip                    | -                                     |                                                         |
| Alles wat ik wensen kon                       | 2018           | 17-11-2018    | tip 2                  | -                                     | numéro 6 dans le top 50 flamand                         |
| De jacht is mooier dan de vangst              | 2019           | 13-04-2019    | tip 33                 | -                                     | numéro 13 dans le top 50 flamand                        |

| Single avec entrée dans le top 40 néerlandais | Date de sortie | Date d'entrée | Position la plus haute | Nombre de semaine | Remarque                              |
| --------------------------------------------- | -------------- | ------------- | ---------------------- | ----------------- | ------------------------------------- |
| Zo ver weg                                    | 1991           | 22-02-1992    | tip 15                 | -                 | numéro 56 dans le classement national |
| Als de dag van toen                           | 1997           | 16-08-1997    | tip 10                 | -                 | numéro 80 dans le Méga Top 100        |
| Kalverliefde                                  | 1997           | -             | -                      | -                 | numéro 81 dans le Méga Top 100        |

### Autres singles
- Ik kan het niet meer (1990)
- Morgen zal het anders zijn (1990)
- God in Frankrijk (1991)
- Land van 1000 dromen (1993)
- Kon dit nu maar blijven (1994)
- Gordellied (1999)
- Als God geen vrouw is (2000)
- Niets voor niets (2002)
- Bondgenoot (2004, avec Guus Meeuwis)
- Toeval (2006)
- Zet een kaars voor de raam (2011)
- Bye bye love (2011, avec Will Tura)